# Битва при Мессані
Битва при Мессані — перша велика сутичка між Римською республікою та Карфагеном, що відбулася у 264 році до н. е. біля міста Мессана (сучасна Мессіна на Сицилії). Ця битва стала початком Першої Пунічної війни.

## Історичний контекст
У 288 році до н. е. найманці, знані як мамертинці, захопили грецьке місто Мессана. Вбивши частину місцевих жителів, вони зробили місто форпостом для набігів на сусідні поселення. Це викликало протидію Гієрона II, тирана Сиракуз, адже найманці колись служили його батькові та довгий час складали чи не основу армії Сиракуз.
Коли Гієрон II обложив місто, мамертинці звернулися по допомогу до Карфагена, який охоче відправив флот і гарнізон, захопивши контроль над стратегічною гаванню. Проте незабаром мамертинці також звернулися до Риму, чим викликали дипломатичну дилему.
Попри вагання Сенату, народні збори вирішили надати допомогу, і консул Аппій Клавдій Каудекс отримав повноваження висадитися на Сицилії.

## Взяття Мессани
Поки консул Аппій Клавдій Каудекс готувався переправитися через Мессінську протоку, його трибун Гай Клавдій особисто відвідав місто. Перебуваючи на Сицилії Гай Клавдій вів переговори з про-римською партією, поки Ганно не втрутився, що призвело до повернення Гая Клавдія до Регію. Після цього відбулася невелика морська сутичка в протоці, в результаті якої Карфаген затвердив своє панування у протоці.
Після цього Гай Клавдій вирішив ще раз відвідати Мессану. Відбулася зустріч, де римський трибун закликав населення прийняти римську допомогу, відповідно і римський гарнізон. В розпал дебатів Гай Клавдій заявив, що нехай і Ганно прийде на зустріч, що Ганно і зробив. Врезультаті переговори ні до чого не призвели, і в розпал суперечки Гай Клавдій наказав арештувати Ганнона. Під тиском трибуна Ганно наказавав карфагенській армії покинути місто.
Лише після цього Каудекс переправив основні сили через Мессінську протоку, та увійшов у Мессану.
Незабаром місто опинилося в облозі: армія Сиракуз із півдня, карфагеняни з заходу. Римляни здійснили раптову атаку проти сиракузького царя, завдавши йому поразки. На наступний день Каудекс атакував карфагенський табір, який також був розбитий, що засвідчило ефективність римської тактики.

## Наслідки
Битва засвідчила, що Рим готовий вести війну за межами Італії та протистояти впливовим державам Середземномор'я. Після перемоги Мессана залишилася під контролем Риму, а Гієрон II невдовзі уклав союз із Римом, що забезпечило постачання та тил.
Битва також продемонструвала обмеженість координації між карфагенянами та греками, й відкрила римлянам шлях до подальшого втручання у справи Сицилії.

## Список використаної літератури
- Полібій. Історії. Переклад англійською: University of Chicago
- Lazenby, J. F. The First Punic War: A Military History. Stanford University Press, 1996.
- Bagnall, Nigel. The Punic Wars: Rome, Carthage and the Struggle for the Mediterranean. Pimlico, 1999.